# Oups ! J'ai raté l'arche...
Série
Oups ! J'ai encore raté l'arche...
(2020)
Pour plus de détails, voir Fiche technique et Distribution.
Oups ! J'ai raté l'arche... (Ooops! Noah Is Gone…) est un film d'animation germano-belgo-luxembourgo-irlandais réalisé par Toby Genkel et Sean McCormack, sorti en 2015.

## Synopsis
Alors que le Déluge est imminent, les animaux du monde se regroupent dans l'arche de Noé. Dave et son fils Finny sont des nestrians, des créatures colorées, qui parviennent à prendre place à bord de ce bateau. Au moment de la grande inondation, Finny et Leah (une Grymps, créature sombre et solitaire), sont éjectés et se retrouvent livrés à eux-mêmes. Alors qu'ils essayent de survivre et de trouver un moyen de regagner l'arche, Dave et Hazel, la mère de Leah, partent à la recherche de leurs enfants.

## Fiche technique
- Titre : Oups ! J'ai raté l'arche...
- Titre original : Ooops! Noah Is Gone...
- Réalisation : Toby Genkel et Sean McCormack
- Scénario : Richie Conroy, Toby Genkel, Mark Hodkinson et Marteinn Thorisson
- Musique : Stephen McKeon
- Production : 
  - Producteurs : Jana Bohl, Emely Christians, Jan Goossen et Moe Honan
  - Producteurs délégués : Mark Mertens, Jean-Marie Musique et Christine Parisse
- Montage : Reza Memari
- Direction artistique : Florian Westermann
- Pays d'origine :  Allemagne/ Belgique/ Luxembourg/ Irlande
- Langue originale : Anglais
- Durée : 86 minutes
- Sortie cinéma :
  - Luxembourg : 26 février 2015 (Festival du film de Luxembourg City)
  - Irlande : 1er mai 2015
  - Allemagne : 16 juillet 2015
  - France : 9 décembre 2015

Sauf mention contraire, les informations de cette section proviennent de l'Internet Movie Database. 

## Distribution
| Personnage       | allemande          | anglaise        | américaine      | francaise           |
| ---------------- | ------------------ | --------------- | --------------- | ------------------- |
| Finny            | Daniel Kirchberger | Callum Maloney  | Callum Maloney  | Émilie Guillaume    |
| Leah             | Maximiliane Häcke  | Ava Connolly    | Amy Grant       | Marie Du Bled       |
| Hazel            |                    | Tara Flynn      | Tara Flynn      | Catherine Conet     |
| Dave             | Christian Ulmen    | Dermot Magennis | Dermot Magennis | Sébastien Hébrant   |
| M. Griffin       | Tetje Mierendorf   | Dermot Magennis | Dermot Magennis | Jean-Marc Delhausse |
| Mme Griffin      | Anja Topf          | Aileen Mythen   | Aileen Mythen   | Marie Van Ermengem  |
| Flamant rose     | Gabriele Libbach   | Aileen Mythen   | Aileen Mythen   | Lorette Goosse      |
| Lion             | Helmut Gauß        | Alan Stanford   | Martin Sheen    | Pascal Racan        |
| Podcol (Stayput) | Patrick Bach       | Paul Tylak      | Chris Evans     | Philippe Allard     |
| Mastoc (Obesey)  | Tilo Schmitz       | Paul Tylak      | Paul Tylak      | Patrick Descamps    |
| Chimpanzé        | Achim Schülke      | Paul Tylak      | Paul Tylak      | Olivier Cuvellier   |

Version française par Deluxe
- Adaptation : Sylvie André
- Direction Artistique : Raphaël Anciaux